# Palača Augubio u Splitu
Palača Augubio je palača u Splitu, u Hrvatskoj Nalazi se u Dioklecijanovoj ulici 1, u cardu Dioklecijanove palače.
Sagrađena je za imućnoga trgovca i poslije plemića Giovannija Battiste De Gubbija. Palača datira iz druge polovice 15. stoljeća, a preinake datiraju iz 18. stoljeća. Stilski palača pripada kasnogotičkoj arhitekturi, a najstariji djelovi palače su romanički, poput freske s prikazom pauna na drugom katu. Palača je preinačena u baroku. Portal je bogato ukrašen i rađen je po uzoru na portal Velike Papalićeve palače. Na luneti je uklesano ime prvotnog vlasnika, obitelji De Gubbio. Projekt i izvedba pripisuju se krugu ljudi oko Jurja Dalmatinca. Kamena plastika, vrlo izražajna, prepoznaje se kao djelo najistaknutijeg majstora radionice Jurja Dalmatinca Andrije Alešija.

## Zaštita
Pod oznakom Z-5757 zavedena je kao nepokretno kulturno dobro - pojedinačno, pravna statusa zaštićena kulturnog dobra, klasificirano kao profana graditeljska baština.